# Dirty rap
Dirty Rap, Porn Rap ou Sex Rap, é um subgênero da música hip hop, que contém conteúdo principalmente em torno de temas sexuais. As letras são abertamente explícita,
muitas vezes ao ponto de extrema ofensividade.
 Historicamente, Dirty Rap surgiu a partir da cena popular, Miami bass rap.

No entanto, Dirty Rap fortemente influenciado pelo Baltimore Club, Ghetto House e GhettoTech.

A maioria das canções de rap pornográficos têm sido usadas como trilhas sonoras de filmes
pornográficos na década de 2000.

## Artistas populares que já trabalharam com este subgénero (Estados Unidos)
- 50 Cent (Exemplo: Candy Shop)[5]
- Lil' Wayne (Exemplo: Lollipop)[6]
- Ying Yang Twins (Exemplo: Wait (The Whisper Song))[7]
- The Notorious B.I.G. (Exemplo: Nasty Girl)[8]
- Nicki Minaj (Exemplo: Million Dollar Pussy)
- Lil' Jon (Exemplo: Real Nigga Roll Call (Roll Call))
- Birdman (Exemplo: Y.U. Mad)
- Ludacris (Exemplo: Pussy Poppin)
- Nelly (Exemplo: Tip Drill/E.I.)
- Cupcakke (Exemplo: Deepthroat)
- XXXTentacion (Exemplo:  Look At Me)
- Cardi B (Exemplo: Wap)